# Памятная медаль Серебряного юбилея короля Хокона VII
Медаль Серебряного юбилея правления короля Хокона VII – памятная государственная награда Королевства Норвегия.

## История
Медаль Серебряного юбилея правления короля Хокона VII была учреждена в 1930 году в ознаменование 25-летнего юбилея нахождения на норвежском троне короля Хокона VII. Медаль предназначена для награждения членов королевской семьи, государственных чиновников, судей, военных и работников иностранных посольств.

## Описание
Медаль круглой формы из серебра с королевской геральдической короной на верху.
Аверс несёт на себе профильный портрет короля Хокона VII. По окружности надпись: «HAAKON VII NORGES KONGE».
На реверсе в центре королевская коронованная монограмма Хокона VII.
К короне прикреплено кольцо, при помощи которого медаль крепится к ленте.
 Лента медали шёлковая, муаровая, красного цвета с серебряной планкой, на которой выбита дата: «1905-1930».
Медаль, вручаемая женщинам, была прикреплена к ленте, сложенной бантом.